# ألان ويبر
ألان ويبر هو سياسي أمريكي، ولد في 18 سبتمبر 1948 في سانت لويس في الولايات المتحدة. نشط حزبياً في الحزب الديمقراطي. وقد انتخب عمدة سانتا في ‏ (2018 – ).

## وصلات خارجية
- الموقع الرسمي